# Einkommenspolitik
Einkommenspolitik (englisch income(s) policy) umfasst die wirtschaftspolitischen Maßnahmen des Staates, die, oft in Kooperation mit Wirtschafts- und Arbeitnehmerverbänden, auf die Entwicklung von Löhnen, Gehältern und Preisen Einfluss nehmen. Ein Hauptziel der Einkommenspolitik ist die Bekämpfung von Inflation durch Stabilisierung des Preisniveaus. Damit unterscheidet sich die Einkommenspolitik von einer Politik, die die Einkommensverteilung zu beeinflussen sucht. Neben dem konjunktur- und stabilitätspolitischen Ziel kann staatliche Einkommenspolitik auch die Sicherung eines Mindesteinkommens zum Ziel haben.
Die Einkommenspolitik ist „Bestandteil des wirtschaftspolitischen Instrumentariums“ und hatte ihren Entstehungsgrund im Zielkonflikt zwischen Vollbeschäftigung und Geldwertstabilität. Die frühen Protagonisten einer Vollbeschäftigungspolitik in Großbritannien und in Schweden betrachteten sie als ein kompensatorisches Instrument zur Lösung dieses Zielkonflikts. Die bei Vollbeschäftigung zu erwartenden inflationären Effekte der Lohnpolitik sollten nach Vorschlag des britischen Wohlfahrtsökonomen Lord Beveridge mit Hilfe eines „Lohnamtes“ unter Kontrolle gehalten werden.

## Methoden der Einkommenspolitik
Ihre Ziele kann die Einkommenspolitik durch verschiedene wirtschaftspolitische Maßnahmen erreichen. Nach Wilhelm Rall lassen sie sich in a) indikative, b) imperative und c) kooperative Methoden ausdifferenzieren
- Indikative Einkommenspolitik

Mit Informationen, Orientierungsdaten und moral persuasion versucht der Staat, das Handeln der Tarifverbände zu beeinflussen, um Preisstabilität zu erreichen.
- Imperative Einkommenspolitik

Der Staat erlässt Verordnungen und Gesetze mit verbindlichen „Guidelines“, im Extremfall einen Lohn- und Preisstopp, um lohn- und preispolitische Entscheidungen zu steuern.
- Kooperative Einkommenspolitik

Staat und Verbände einigen sich freiwillig auf die Einhaltung von gemeinsam erarbeiteten Orientierungsdaten für Lohn- und Preissteigerungen. Historisches Beispiel dafür ist die Konzertierte Aktion.

## Mindestlohn
Der durch staatliche Gesetzgebung eingeführte Mindestlohn setzt eine verbindliche Untergrenze des Stunden- oder Monatslohns fest, die nur in definierten  Ausnahmefällen unterschritten werden darf.